# Olaf Heredia
Olaf Heredia (19 de outubro de 1957) é um ex-futebolista mexicano que competiu na Copa do Mundo FIFA de 1986.